# Давид V (Католикос-патріарх Грузії)
Католико́с-Патріа́рх Дави́д V (груз. კათოლიკოს-პატრიარქი დავით V; в миру Харитон Джибоєвич Девдаріані (груз. ხარიტონ ჯიბოს ძე დევდარიანი); 24 березня [6 квітня] 1908 , село Миронцинда, Шорапанський повіт, Кутаїська губернія — 9 листопада 1977, Тбілісі) — єпископ Грузинської православної церкви. У 1972—1977 роках — Католикос-патріарх Грузії.

## Біографія
Народився 6 квітня 1903 року в селі Миронцинда Шорапанського повіту Кутаїської губернії (нині Харагаульський муніципалітет Грузії).
Навчався в монастирі Шіо-Мгвімського в Чіатурі, склав іспит на священника в 15 років (не підлягав висвяченню як неповнолітній). Відомо, що був одружений. У 1927 році висвячений на сан диякона і наступного дня на сан ієрея. З 1930 року служив у Тбілісі, у соборі Сіоні, потім у церкві Кашветі.
У 1956 році отець Харитон Девдаріані благословенний католикосом-патріархом Мелхіседеком III на єпископське служіння. 25 серпня 1956 року прийняв постриг з ім'ям Давид. 26 серпня зведений у сан архімандрита. 28 серпня в Тбіліському Сіоні висвячений на сан єпископа Маргветського та Урбніського. У 1959 році до його відання увійшла також і Мангліська кафедра.
10 січня 1960 року за заповітом померлого Мелхіседека III оголошено його наступником, але зі смиренням відмовився.
У 1965—1966 роках отримав обидва церковні ордени Грузинської православної церкви (ГПЦ) — святого Георгія та святої Ніни. Викладав у Мцхетській духовній семінарії давньогрузинську та церковнослов'янську мови.

## Патріаршество

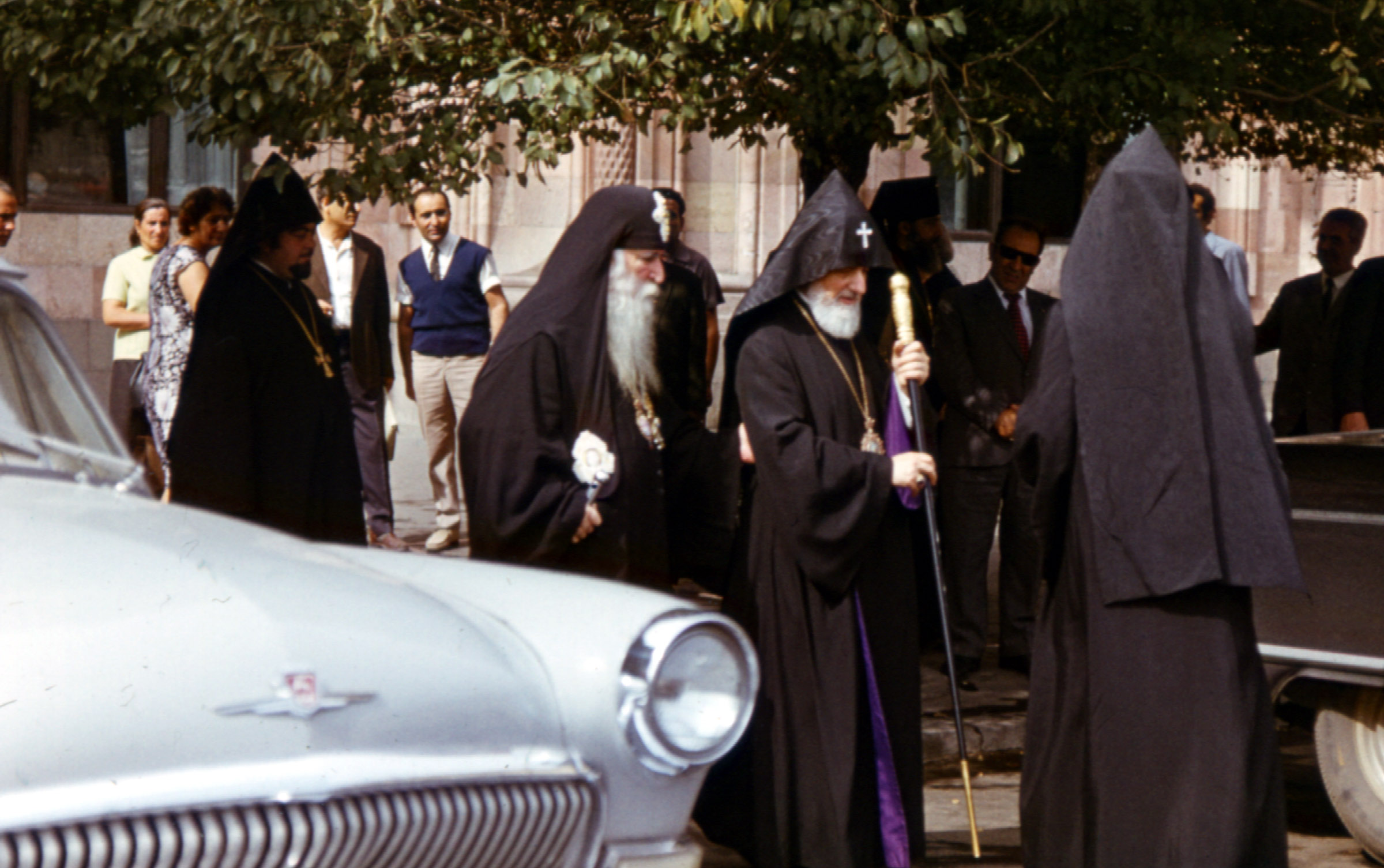
Католікос-Патріарх Давид V і Верховний Католікос всіх вірмен Вазген I, Єреван, 1972 р.

Після смерті Єфрема ІІ на Соборі Грузинської церкви обраний 79-м католикосом-патріархом всієї Грузії 1 липня 1972 року.
За даними матеріалів, що поширювалися в грузинському самвидаві, обрання Давида V ґрунтувалося на підробленому заповіті патріарха Єфрема (насправді, за чутками, який оголосив своїм наступником митрополита Іллю (Шиолашвілі), який був обраний католикосом після смерті Давида), що було зроблено з метою організувати розкрадання церковних цінностей Грузинської православної церкви, які мали великий вплив на Давида єпископом Цилканським і Душетським Гаїєм (Кератишвілі) спільно з спільниками з керівництва Комуністичної партії Грузії та КДБ Грузинської РСР, включаючи дружину першого секретаря ЦК Комуністичної партії Грузії Василя Мжаванадзе. Після відставки Мжаванадзе того ж 1972 року діяльність Кератишвілі та його оточення стала предметом розслідування компетентних органів. У поширенні цих документів брали участь Звіад Гамсахурдіа, Валентина Пайлодзе та інші дисиденти.
За керівництва Давида V Грузинська православна церква налічувала, як і раніше, 15 єпархій, причому заміщені були тільки Мцхетсько-Тбіліська (Католикос-Патріарх Давид V), Цилканська (митрополит Гай (Кератишвілі)), Кутаїско-Ганатська, Сухумсько-Абхазька (митрополит Ілля (Шіолашвілі). У єпископів були висвячені: Георгій (Гонгадзе) на Мангліську кафедру, Григорій (Церцвадзе) — на Алавердську та Іларіон (Самхарадзе) — на Бодбійську; Урбніською і Маргветською єпархіями католікос-патріарх Давид продовжував тимчасово керувати і будучи предстоятелем; Чкондидською і Батумсько-Шемокмедською єпархією тимчасово керував митрополит Роман; Ацкурська, Агарак-Цалкська, Цагерська, Нікорцміндська були бех керівника. Вік більшості архієреїв, як і раніше, перевищував 60-річний рубіж.
Брав активну участь в офіційно заохочуваній за радянської влади діяльності Церкви в боротьбі за мир. Відомий був суворістю в чернечому житті та особливою старанністю в богослужінні.
Помер 9 листопада 1977 року у своїй резиденції у Тбілісі після тривалої хвороби. Похований у тбіліському соборі Сіоні.